# Улрих Фугер Млади
Улрих Фугер Млади (на немски: Ulrich Fugger der Jüngere, Ulrich II Fugger, von der Lilie; * 8 май 1490, Аугсбург; † 14 май 1525, Швац, Западна Австрия) от фамилията Фугер, линията „Лилията“ (фон дер Лилие), е търговец и участник във фамилната фирма „Фугер“ в Аугсбург.

## Биография
Той е вторият син на Улрих Фугер Стари (1441 – 1510) и съпругата му Вероника Лаугингер († 1507), дъщеря на Ханс Лаугингер и Маргарета Ридлер. Брат е на Ханс Фугер (1483 – 1515) и Хиронимус Фугер фон Кирхберг (1499 – 1538), граф на Кирхберг (1530).
Баща му основава търговската фирма „Улрих Фуггер унд зайне гезелшафт“ (Ulrich Fugger und seine Gesellschaft), първата в Европа, и „Улрих Фугер и братя фон Аугсбург“ (Ulrich Fugger und Gebrüder von Augsburg).
Улрих Фугер Млади се жени на 11 ноември 1516 г. в Аугсбург за Вероника Гаснер (* 1498, Аугсбург; † 28 март 1554, Аугсбург), дъщеря на Лукас Гаснер и Фелицитас Релингер. Те нямат деца.
Тои е талантлив търговец и определен за наследник на чичо му Якоб Фугер „Богатия“ (* 16 март 1459; † 30 декември 1525) като шеф на търговската фирма на Фугерите, но умира преди него. Улрих изключва от завещанието си своя по-млалък брат Хиронимус като неподходящ за наследник, по-големият му брат Ханс е починал още през 1515 г.
Улрих Фугер Млади умира на 35 години на 14 май 1525 г. в Швац и е погребан там. Наследник на Якоб Фугер „Богатия“ става друг негов племенник, Антон Фугер. Вдовицата му Вероника Гаснер се омъжва втори път на 18 декември 1525 г. в Аугсбург за Лукас фон Щетен († 29 април 1545, Аугсбург).